# Episodi di Sisters (terza stagione)
La terza stagione della serie televisiva Sisters è stata trasmessa in anteprima negli Stati Uniti d'America dalla NBC tra il 26 settembre 1992 e il 22 maggio 1993.
| nº | Titolo originale            | Titolo italiano | Prima TV USA      | Prima TV Italia |
| -- | --------------------------- | --------------- | ----------------- | --------------- |
| 1  | Sunstroke                   |                 | 26 settembre 1992 |                 |
| 2  | The Bottom Line             |                 | 3 ottobre 1992    |                 |
| 3  | A Promise Kept              |                 | 10 ottobre 1992   |                 |
| 4  | And God Laughs              |                 | 17 ottobre 1992   |                 |
| 5  | Sins of the Mothers         |                 | 24 ottobre 1992   |                 |
| 6  | Lost Souls                  |                 | 31 ottobre 1992   |                 |
| 7  | Accidents Will Happen       |                 | 7 novembre 1992   |                 |
| 8  | Crash and Born              |                 | 14 novembre 1992  |                 |
| 9  | The Best Seats in the House |                 | 21 novembre 1992  |                 |
| 10 | Rivals                      |                 | 5 dicembre 1992   |                 |
| 11 | Portrait of the Artists     |                 | 12 dicembre 1992  |                 |
| 12 | Teach Your Children Well    |                 | 19 dicembre 1992  |                 |
| 13 | All That Glitters           |                 | 9 gennaio 1993    |                 |
| 14 | Crimes and Ms. Demeanors    |                 | 16 gennaio 1993   |                 |
| 15 | The Whole Truth             |                 | 23 gennaio 1993   |                 |
| 16 | Things Are Tough All Over   |                 | 6 febbraio 1993   |                 |
| 17 | Moving Pictures             |                 | 13 febbraio 1993  |                 |
| 18 | Mirror, Mirror              |                 | 20 febbraio 1993  |                 |
| 19 | Different                   |                 | 27 febbraio 1993  |                 |
| 20 | Dear Georgie                |                 | 24 aprile 1993    |                 |
| 21 | Some Other Time             |                 | 1º maggio 1993    |                 |
| 22 | The Cold Light of Day       |                 | 8 maggio 1993     |                 |
| 23 | Out of the Ashes            |                 | 15 maggio 1993    |                 |
| 24 | The Icing on the Cake       |                 | 22 maggio 1993    |                 |